# Constantijn VI
Constantijn VI (Grieks: Κωνσταντίνος Ϛ΄, Kōnstantinos VI; 771 – 797) was keizer van Byzantium van 780 tot 797. 
Constantijn VI was de zoon van Leo IV en Irene. Hij was minderjarig toen zijn vader stierf en zijn moeder werd zijn regente samen met de eunuch Staurakios. Toen hij negen jaar was, werden er onderhandelingen gevoerd met Karel de Grote in verband met een mogelijk huwelijk tussen Constantijn en Karels zesjarige dochter Rotrude. Dit ging niet door. Toen Constantijn meerderjarig werd, wilde zijn moeder de macht niet overdragen en ontstond er strijd. Met steun van troepen uit het Oosten (met iconoclastische sympathieën), wist hij de troon te veroveren in 790.
Constantijn was echter een zwak en grillig heerser, die iedereen tegen zich in het harnas joeg, vooral toen hij zijn vrouw de laan uit stuurde, omdat zij hem geen mannelijke erfgenaam kon schenken en hij daarop zijn minnares als keizerin liet kronen. De Kerk kwam tegen de overspelige keizer in opstand. 
Niet alleen in zijn binnenlandse politiek, maar ook in zijn buitenlandse politiek bleek hij onbekwaam. Hij verloor persoonlijk de Slag bij Marcellae tegen de Bulgaren in 792. Byzantium moest nu zowel aan de Arabieren, na zwaar verlies tegen de Abbasiden in 781, als aan de Bulgaren schatting betalen.
Zijn moeder Irene liet hem blind maken in dezelfde purperen kamer waar zij 26 jaar eerder aan hem het leven geschonken had. Daarna nam zij zelf het keizerschap op zich (797), wat een grote overwinning voor de iconenvereerders was.